# Wilhelmstrasse, Berlin

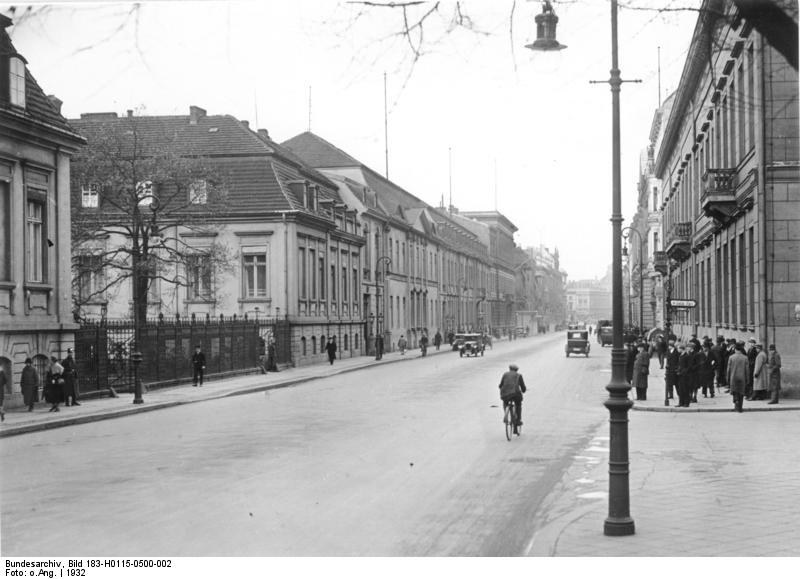
Wilhelmstrasse 1932, vy från Wilhelmplatz mot norr vid dåvarande rikskansliet.

Wilhelmstrasse (tysk stavning: Wilhelmstraße) är en gata i Berlin som löper från Unter den Linden i stadsdelen Mitte i norr till Landwehrkanal i Kreuzberg i söder.  Gatans norra del och dess närmaste omgivningar var före 1945 Tysklands administrativa centrum, och hyste en mängd ämbetsverk och utländska ambassader, bland annat de viktigaste regeringsbyggnaderna.  Fram till 1945 användes därför namnet Wilhelmstrasse som synonym för den tyska regeringen. Vid gatan låg också den öppna platsen Wilhelmplatz. 
I andra världskrigets slutskede blev nästan all bebyggelse kring Wilhelmstrasse totalförstörd. Ny bebyggelse har därefter anlagts i området, men gatan kom att delas av Berlinmuren i höjd med Zimmerstrasse och har inte återfått sin forna status. Till undantagen hör den brittiska ambassaden som återuppfördes på Wilhelmstrasse 70-71 mellan 1998 och 2000.  Vid gatans södra ände på Wilhelmstrasse 140 ligger Willy-Brandt-Haus, de tyska socialdemokraternas partihögkvarter.  Gatan är idag avspärrad vid den brittiska ambassaden av säkerhetsskäl och därmed inte längre en genomfartsgata.

## Ämbetsverk som finns eller funnits längs gatan

### Nuvarande
- Finansdepartementet

### Historiska före 1945
- Flygministeriet
- Propagandaministeriet
- Prinz-Albrecht-Palais (Sicherheitsdienst och Gestapo)
- Rikskansliet
- Rikspresidentpalatset
- Utrikesministeriet (idag vid Werderscher Markt)